# 金琴英
金琴英（朝鲜语： Gim Geum-yeong，2001年8月17日—），朝鲜女子乒乓球运动员，2024年夏季奥运会混合双打银牌得主。

## 生平
金琴英2018年和2019年连续参加两届朝鲜公开赛，2019年参加在蒙古国举行的2019年亚洲青少年乒乓球锦标赛，获青年组女团银牌，同年参加在泰国举行的2019年世界青少年乒乓球锦标赛。 暌违国际比赛3年后，金琴英于2023年9月在杭州亚运会上参加了乒乓球女单、女双、混双和女团比赛，当时混双搭档为鲜于成。
2024年4月，金琴英与李正植搭档获得巴黎奥运会乒乓球混双参赛资格。同年7月27日，这对朝鲜混双组合在首轮比赛中爆冷击败卫冕冠军日本队（張本智和/早田希娜），引发热议，此后先后击败瑞典队和中国香港队，一路闯入决赛。7月30日，尽管在第二局和第五局两度扳回，金琴英/李正植在决赛中仍以2-4不敌中国队，获得银牌，这也是朝鲜代表团在本届巴黎奥运会的第一枚奖牌。
在颁奖典礼上，金琴英与李正植同分别获得金牌和铜牌的中国和韩国组合合影，引发外界对于两人回国后受到国家严厉惩罚的担忧，消息人士称，朝鲜在奥运前曾要求该国运动员不要与韩国等外国运动员接触，两人回国后，关于批判两人与韩国选手“嬉笑”合影的报告也已提交至党中央。而脱北者及韩国国会议员朴沖绻则认为两人会遭受2至3年的劳教惩罚。然而2024年9月18日，两人在朝鲜中央电视台播出的一档关于运动员集训的报道中露面，金琴英在采访中表示：“我们在去年的亚运会和今年的奥运会中积累了很多经验，吸取了很多教训。我们正在为未来的国际比赛进行激烈的训练”。金琴英也在不久后参加亚洲乒乓球锦标赛，并获得女子单打金牌和混合双打银牌。